# Майкл Бернем
Майкл Бернем ((англ.) Michael Burnham) — персонаж науково-фантастичного телесеріалу «Зоряний шлях: Дискавері» у виконанні американської актриси Сонеква Мартін-Грін.
Майкл Бернем — перша чорношкіра жінка за всю історію франшизи «Зоряний шлях», що є провідним персонажем. Також це перший ведучий персонаж, який ніколи не був капітаном зорельота (втім, Бернем — капітан ISS «Шеньчжоу» в дзеркальному всесвіті). Продюсер Браян Фуллер задумував постать персонажа під впливом культового фахівця із зв'язку Нійоти Ухури з серіалу «Зоряний шлях: Оригінальний серіал» у виконанні Нішель Ніколс; астронавта NASA, афроамериканки Мей Керол Джемісон і першої афроамериканської дитини, яка відвідувала школу для білих в південних штатах США, Рубі Бріджес. За сюжетною лінією серіалу Майкл є прийомною сестрою Спока. Бернем стала сиротою після того, як її батьків убили клінгони; потім Майкл удочерив вулканський посол Сарек. Рішення пов'язати її історію з сім'єю Спока породило суперечки серед фанатів серіалу, наскільки це вкладалося до канонічного сюжету попередніх серіалів. Суперечка при підборі акторки на роль чорношкірої жінки-головної героїні породила дискусію в інтернеті і звинувачення у расизмі противників цієї постаті. Розвиток персонажа отримав високу оцінку провідних критиків ще до дебюту через те, що чорношкіра жінка вперше в історії «Зоряного шляху» стала головною героїнею. Подальші відгуки про гру Мартін-Грін також були позитивними..

## Створення персонажа та розвиток
У грудні 2016 року було оголошено, що Мартін-Грін буде зніматися в «Star Trek: Discovery», її роль спочатку була під назвою «Rainsford». У попередніх ітераціях «Star Trek», Спок ніколи не говорив про сестру. Виконавчий продюсер Алекс Курцман пояснив, що специфіка передісторії Бернем буде розкрита таким чином, що не порушить існуючу канонічну неперервність. На відміну від попередніх «Star Trek», Бернем не була капітаном зоряного корабля, «щоб побачити персонажа з іншої точки зору на зоряному кораблі — того, хто має різні динамічні стосунки з капітаном, із підлеглими, це дало нам більш багатий контекст».
Персонаж спочатку мав називатися лише Номер один, щоб вшанувати однойменного персонажа, зображеного Меджелл Барретт в оригінальному пілоті «Зоряного шляху» «Клітка». Зі зміною сюжетної лінії ближче до виробництва, персонаж до кінця пілотного епізоду визнається винним у заколоті і більше не є офіцером. Таким чином, ім'я Майкл Бернем було розкрито під час першого епізоду, швидко зробивши «Номер один» своїм неофіційним ім'ям, так само, як неофіційне ім'я першого офіцера Вільяма Райкера в серіалі «Зоряний шлях: Наступне покоління».
Творець серіалу Браян Фуллер навмисно дав героїні Мартін-Грін традиційно чоловіче ім'я, що він зробив з персонажами-жінками (Джордж, Джей і Чак) у трьох своїх попередніх серіях. Мартін-Грін вирішила, що персонаж названий на честь її батька. Виконавчий продюсер Аарон Гарбертс говорив «TV Guide» і пояснив причину виникнення у персонажа традиційно чоловічого імені, кажучи: «Ми працювали на багатьох виставках з Браяном, і це мотив. Це його підпис кроку, щоб назвати цих „свинцевих“ жінок з іменами, які зазвичай асоціюються як чоловічі». Він відчував, що назва «крута і інша» й сам виклав це, пояснюючи: «(я мав на увазі) жінку-оглядача Майкл Снід, який пише для „Chicago Sun-Times“, і басистку „The Bangles“ Майкл Стіл». Він додав: «І, звичайно, архангела також називають Михаїлом, й він просто мав для нас велику силу». Сонеква Мартін-Грін висловила ентузіазм щодо назви, їй сподобалася символіка і передбачила більш гендерне та рівне майбутнє. Щодо імені, то вона сказала: «Я оцінила те, що сама по собі ця жінка має таке чоловіче ім'я, просто кажучи про покращення того, як ми бачимо чоловіків і жінок у майбутньому».
Браян Фуллер мав численні натхнення для задуму характеру Майкл Бернем. Він навів культурний вплив Нішель Ніколс — зображувала Ухуру, кажучи: «Я не міг перестати думати про те, скільки чорношкірих людей були натхненні, побачивши Нішель Ніколс на містку корабля (як лейтенант Ухура в оригінальній серії)». Інше натхнення прийшло зі спадщини Рубі Бріджес, першої чорношкірої дитини, яка відвідувала повністю білу початкову школу в Луїзіані, а також Мей Джемісон, першої кольорової жінки, яка подорожувала в космосі.
Мартін-Грін назвала її характер «єдиною людиною, яка не просто навчалася у Вулканській науковій академії, а й досягла успіхів» (що) говорить про інтелект Бернем й також рівень інтелекту". Вона назвала свою героїню «високодисциплінованою, принциповою, а дихотомія Вулканець-Людина, що живе в ній, є символом її особистості. Це дві реальності, що живуть у Майкл завжди».

## Процес відбору
Процес відбору був складним для виробників. Вони довго і наполегливо шукали акторку, яка би змогла позбутися розділеної природи Бернем між вулканцем та людиною. Гарбертс сказав: «Ми переглядали багато людей, і вони або були занадто робототехнічними й прохолодними, або надто емоційними. Що прекрасно у виконанні Сонекви, так це те, що вона здатна виконувати дві, три, чотири речі одночасно. У неї є таке чудове володіння її ремесла, вона здатна бути відчуженою, але теплою; логічною, але здатною передати свою емоційну сторону аудиторії». Алекс Курцман вважав, що в образі персонажа має бути «чудова подвійність всередині неї» між дуже емоційним і надзвичайно стриманим. «На відміну від Спока, який напівлюдина, напіввулканець, вона вся людська, але була навчена такій вулканській ідеології придушення емоцій, і це для неї дуже складно… ви можете бачити, що ця боротьба триває в кожному моменті. Це було єдине найважливіше для визначення характеру, і я думаю, що ми просто відчули, що (Сонеква) інтуїтивно це зрозуміла». Він пішов далі, щоб висловити труднощі, пов'язані з актором, та сказав: «Це важка справа вчитися разом з акторами. Ви або маєте можливість зірвати це з язика, або ні. А якщо ви цього не зробите, все відбувається само собою… І коли (Сонеква) прочитала, ми всі зітхнули з полегшенням, тому що вона принесла миттєву автентичність. Було відразу зрозуміло, що роль не буде для неї важкою».
Сонеква Мартін-Грін вперше зустрілася із співзасновником «Discovery» Браяном Фуллером на «New York Comic Con» у жовтні 2016 року. Фуллер розповів їй про Бернем, людину-сироту, яка виросла на планеті Вулкан разом із Споком (Леонард Німой) з оригінальної серії, що призвело до конфлікту з її двома культурними ідентичностями. Знаючи, що її персонаж Саша буде вбитий в «Ходячих мерцях», вона пройшла відеопрослуховування. Однак «AMC» відмовився звільнити її від контракту, що змусило «CBS» шукати в іншу акторку. Фуллер заявив, що він давно примітив Мартін-Грін, щоб зіграти в «Дискавері», але «CBS» відклала це, тому що «AMC» не звільнила її від контракту, поки смерть Саші не була показана на екрані. Друга прем'єра дати прем'єри «CBS» з травня по вересень була пов'язана з обмеженнями контракту Мартін-Грін, хоча перша затримка відкрила їй двері для отримання ролі. Вона пройшла особисте прослуховування в грудні, а потім почала зніматися в січні. Отримавши цю роль, вона висловила переживання і хвилювання, кажучи: «Коли я тільки почала, у мене була фаза відчаю. У мене був майже кататонічний момент, коли я подумала: „ Що відбувається?“ І я дуже швидко зрозуміла, що не можу там жити і я не можу там створювати. Я була зобов'язана цій історії, і зобов'язана спадщині, щоб зібрати її разом. І мені довелося зосередитися на подяці. Зосередитися на пристрасті до бачення історії, яку ми робимо».

## Анонсація
Задум постаті Майкл Бернем, під псевдонімом «Командир Рейнсфорд» просочився у ЗМІ в грудні 2016 року, з попередньою роллю багато спекулювали щодо Мартін-Грін, як роль Саша в «The Walking Dead» прийде до кінця. Після оголошення Нішель Ніколс написала у Твіттері: «Вся моя любов @SonequaMG, я посміхаюся з тих пір, як ти їх перемагаєш». Чарлі Джейн Андерс для «Wired» зазначила, що кастинг Мартін-Грін виконав Джина Родденберрі кінцеве бачення: «Це занадто легко сприймати як гуманізм „Зоряних шляхів“ лише з огляду питання сприйняття науки та відкидання варварства — але цьому бракує того, що робить версію гуманізму „Треку“ настільки могутньою. Різноманітність завжди була ключовою частиною бачення „Зоряних шляхів“ кращого майбутнього для людства. В ідеальному світі 24 століття кожна людина має можливість розкрити свій або чийсь потенціал у науці чи в іншому напрямі; все це однак не означає реального прогресу». Шоуранер «Ходячих мерців» зізнався — йому було прикро, що витік кастингу стався, зіпсувавши події, що відбудуться, але «людям з „Зоряного шляху“ пощастило з часом».
Щодо важливості та впливу ролі, Мартін-Грін сказала: «Мій кастинг говорить про те, що небо — це межа для всіх нас. Я думаю, що зараз ми бачимо в наших засобах масової інформації цей поштовх зменшити, знецінити та змусити людей відчути, що небо не є для них межею, що вони призначені для землі. Тож мати мене як першу чорношкіру жіночу постать Зоряного шляху — просто розриває це на мільйон шматочків. Я вічно вдячна, що різноманітний кастинг нашого шоу означає — ми зараз є частиною оповіді і, сподіваємось, частиною того, щоб зробити світ кращим, як би це не звучало затяганим кліше. Тому що я дійсно вірю в це і вважаю — це зараз важливо для нас усіх». Ніколс і Мартін-Грін позували разом на червоній доріжці прем'єри «Зоряного шляху: Відкриття». Мартін-Грін поділилася в «Instagram», що Ніколс прошепотіла: «Насолоджуйтесь цим разом. Тепер це ваше». Сонеква Мартін-Грін після цього похвалила Ніколс, сказавши: «Яке благо, яка жінка. Я стою на ваших плечах Нішель Ніколс».

## Щодо життєвого шляху
Бернем народилася у людських батьків, які були вбиті, коли вона була іше дитиною в часі клінгонського нальоту на людсько-вулканський науково-дослідний центр на «Doctari Alpha», де жила сім'я. Потім вона була усиновлена послом Вулкана Сареком (Джеймс Фрейн) та його дружиною-людиною Амандою (Міа Кіршнер), які також є біологічними батьками офіцера Зоряного флоту Спока, й переїхала на батьківщину вулканців. Вона була першою людиною, яка відвідувала навчальний центр Вулкана та Вулканську наукову академію, навчаючись на ксеноантрополога. Після закінчення академії її привів Сарек, який поділився своєю Катрою з Бернем, на «USS Shenzhou», щоб вона знову приєдналася до її народу.
Рішення зробити Бернем пов'язаною з історією оригінального персонажа серіалу Спока було суперечливим. Бет Елдеркін для «io9» зазначила, що це порушує канон і «схоже на те, що Спок повністю ігнорує того, хто, здавалося, був важливою частиною його життя — особливо того, хто увійшов у його життя після такої трагедії». На противагу цьому, Лорі Олстер з «TrekMovie.com» вважала, що рішення «не таке вже й велике», яке б суперечило думці Елдеркіна щодо Спока. Вона так вирішила, посилаючись на той факт, що Спок ніколи не згадував свого зведеного брата Спока, поки він не з'явився, або виявилося, що його батьки були Сарек і Аманда, а також численні «таємні брати і сестри», розміщені в «Зоряних шляхах».

## Перший сезон
У прем'єрі серіалу «Вулканський салют (Дискавері)» вона вже 7 років служила під керівництвом капітанки Джорджі на кораблі «USS Шеньчоу». При зустрічі «Шеньчжоу» з клінгонами Бернем вчиняє заколот, порушуючи правила Зоряного флоту — щоб видати наказ стріляти першими, намагаючись врятувати капітанку і протистояти клінгонам. План виявляється невдалим, її затримують. У «Битві у подвійної зірки», Бернем тікає з корабля і переконує Джорджі взяти Т'Кувму в заручники. Однак Т'Кувма вбиває Філіппу. У момент емоційної напруги Бернем вбиває Т'Кувму, роблячи його мучеником. Майкл затримана за заколот, позбавлена звання, і засуджена до довічного ув'язнення.
Цей заколот є наріжним каменем усього союжету. Однак, це також стало одним з перших відхилень та явного ігнорування канону «Зоряних шляхів» щодо безперервності. В епізоді «Зоряного шляху» «Толійська павутина», досліджуючи втрату «USS Defiant», капітан Кірк та команда виявляють, що весь екіпаж був мертвий — всі здичавіли і вбили один одного. В цьому епізоді Чехов запитує Спока, чи колись раніше відбувався заколот на зоряному кораблі. На що Спок відповідає: «жодного запису про такий випадок», що неможливо — оскільки приблизно за 10 років до того прийомна сестра Спока Майкл Бернем стала першою і найвідомішою заколотицею в історії Зоряного флоту. Наприкінці 2 -го сезону «Дискавері» вони намагалися виправити деякі проблеми з каноном, повернувши постать Спока, а інші ніколи не розкривали, що трапилося з «USS Discovery», або навіть про його існування. Але заколот стався на «USS Shenzhou» і був добре відомий персоналу Зоряного Флоту — як видно у «Битві біля подвійної зірки».
У «Винятках для королів» капітан USS «Дискавері» Габріель Лорка повертає Бернем в склад з тимчасовим призначенням на військовий час — як вченого, вихваляючи її ризиковану поведінку як цінну у війні. Екіпажем «Дискавері» вона зустрічається вороже, її вважають відповідальною за початок війни з клінгонами. Зрештою, Бернем подружилася зі своєю сусідкою по кімнаті, Сільвією Тіллі (Мері Вайзман). У «Ножі» Лорка наказує Бернем і Лендрі (Рекха Шарма) знайти спосіб озброєння Ріппера. Бернем висуває гіпотезу, що поведінка Ріппера на Гленні носила захисний характер і він не був за своєю суттю небезпечним — оскільки біологічний аналіз показав — він є ріднею тихоходок. Але коли клінгони напали на Корван-II, Лендрі відчайдушно шукав результатів і вистрілив у нього фазером, змусивши кинути її на смерть. Вона також долає свій страх відкрити останню волю Джорджі за допомогою переконувань Тіллі. Майкл дізнається, що Джорджі лишила їй телескоп, який зберігався її сім'єю протягом сотень років, відзначаючи Бернем як допитливу дослідницю і вважаючи, що на цей момент вона є командиркою. У розділі «Вибери свій біль» Бернем висловлює занепокоєння щодо стрибків спорового рушія, коли Сару виконує обов'язки капітана після викрадення Лорки клінгонами. Сару обурений, що Бернем переключила рушій в автономний режим без його відома та шукає сумісні послідовності ДНК, аби замінити тихоходку. Бернем припускає, що замінити господаря можна було б, але Сару не звертає уваги на її думку, називаючи Майкл хижачкою. Бернем дає Сару телескоп, який подарувала їй Джорджі, відчуваючи, що вона цього не заслуговує. Сару дозволяє Бернем звільнити тихоходку, і Стамец стає необхідною заміною, вводячи собі ДНК істоти.
У «Леті» Сарека майже вбивають, і Бернем змушена врятувати його. Вона виявляє, що Сарек обрав його біологічного сина Спока, оскільки послу було надано можливість відправити лише одну дитину до експедиційної групи Вулкана, а вулканці розглядають обидвох дітей «експериментом» (напівлюдина і справжня людина, які виховуються у вулканській культурі). Рішення зрештою є безглуздим, оскільки Спок вибрав Зоряний флот — після того, як Бернем змусили піти. Після того, як вона забрала Сарека, Бернем намагається змусити названого батька відкритись їй. Сарек робить вигляд, що не знає про що мова, але Бернем може довести — він не каже правду і може зробити краще. Майкл повідомляє, що одного разу вони таки матимуть щиру розмову, і йде, називаючи його батьком.
У «Спокусі» Гаррі Мадд (Рейн Вілсон) бере на себе керування «Discovery» і утримує корабель в часовому циклі. Бернем почувається незручно, оскільки в цей час відбувається вечірка, і вона бореться зі своїми романтичними почуттями до Тайлера. Стамец (Ентоні Репп) — єдиний, хто знає про цикл часу, і попереджає Бернем, допомагаючи їй визначитися у почуттях до Тайлера. Майкл маніпулює Маддом, щоб знову повернути час назад і врятувати Еша, розкриваючи, хто вона і наскільки висока нагорода за неї для клінгонів. Вона вбиває себе, хоча наступного разу Майкл успішно обманює Мадда, і його відправляють геть. Бернем і Тайлер лишаються уявляти свій перший поцілунок — про який вони знають лише тому, що Стамец розповів їм про це.
У «Si Vis Pacem, Para Bellum» Бернем і Тайлер їдуть разом із Сару на планету Паааво в рамках плану подолання технології маскування клінгонів. В «Мандрівці у ліс» Бернем переконує Лорку дозволити їй увійти на корабель клінгонського саркофага, де Майкл вступає в бій з Колом (Кеннет Мітчелл), в кінцевому підсумку рятуючись і отримуючи значок Філіппи. Нападає на корабель Кола, підриваючи його, Бернем помічає у Тайлера посттравматичний стресовий розлад, спричинений побаченням з Л'Релл (Мері К'єффо), і пізніше дізнається, що Тайлер дозволив їй сексуально знущатися над ним, щоб залишитися в живих.
У «Всупереч собі» «USS Discovery» транспортується до дзеркального всесвіту. Бернем дізнається, що вона отримала звання капітана на «Шеньчжоу». Протягом своєї кар'єри вона отримувала 2 медалі за «Доблесть», за те, що була Майстром отрут, і за 100 вбивств. Під час командування «Шеньчжоу» їй було наказано полювати на Габріеля Лорку, який намагався здійснити переворот проти імператора. Її космічний човник був знищений під час цієї операції, і вона вважається мертвою. Бернем змушена перевдягнутися в свого колегу Терана на «Шеньчжоу», щоб отримати файли даних про «USS Defiant», щоб розкрити як це перейшло в минуле дзеркального Всесвіту. Бернем і Лорка грають роль самих теранців. Прапорщик Коннор, який зараз є капітаном Коннором, намагається вбити Бернем, намагаючись утримати нову посаду, але зазнає невдачі. Екіпаж «Шеньчжоу» аплодує Бернем за її вбивство, коли вона сідає на крісло капітана. Пізніше Бернем, здається, виснажена, продовжуючи діяти, і вирушає до своєї кімнати, де вони з Тайлером, який приєднався до Бернем як її особистий охоронець, займаються інтимними справами.
У «Внутрішньому вовку» Бернем стає все більш схвильовананою змінами своєї поведінки, як Дзеркальної Бернем, і ставить під сумнів, чи довго зможе тримати цю личину, поки насправді не стане тою, ким спочатку не була. Її насторожує Дзеркальний Сару, який є безіменним рабом у цьому всесвіті, і вирішує назвати його Сару на честь свого друга. Дзеркальний Сару шокований її дружнім жестом. Перед Бернем поставлено завдання знищити повстанську базу на планеті Харлак. Натомість вони з Тайлером вирішили укласти таємний союз з вулканцями, клінгонами, андоріанцями та телларитами, які виступають проти імперії Теранців. З'являється Вок у дзеркальному Всесвіті, аналог клінгонця, з якою вона боролася біля Подвійної зірки, і просить Дзеркального Сарека, відомого як Пророк, злитися з Бернем, щоб перевірити, чи чисті її наміри. Дзеркальний Сарек вражений спогадами Бернем, і робить висновок, що вона співчутлива людина, яка не має на меті убити їх. Бернем стає цікавою здатність Вока укладати союзи з іншими расами інопланетян, щоб знайти рішення у клінгонській війні — у своєму Всесвіті. Пояснення Вока викликає Тайлера, який розмовляє по-клінгонськи, і Еш нападає на Вока. Бернем переконує Дзеркального Вока врятувати життя Тайлеру. Коли Бернем і Тайлер повертаються на «Шеньчжоу», підробивши атаку, вона має гостру розмову з Ешем. Тайлер зізнається, що не вважає себе насправді Ешем. Стає очевидним, що Тайлер насправді є Воком, і, розмовляючи із Дзеркальним Воком, визначив свою справжню сутність, будучи спочатку представлений на «USS Discovery» як сплячий агент. Бернем розгублена, але потім розуміє, що Тайлер — це той, з ким вона билася біля Подвійної зірки. Тайлер, який зараз подумки повністю перетворився на Вока, намагається її вбити. Бернем не в змозі захистити себе, а Дзеркальний Сару прибуває і нападає на Тайлера, рятуючи її. Бернем підробляє страту Тайлера, фактично перевозячи його на корабель "Дискавері " разом із файлами з «USS Defiant» (NCC-1764), де він утримується в полоні. Пізніше Бернем злякалася, дізнавшись, що її неправди на Харлаку були виявлені мовчазною імператоркою, яка виявилася дзеркальною версією її колишньої капітанки Філіппи Джорджі.
У «Нестримному честолюбстві» Бернем і Лорка транспортуються на «Харон», оскільки одкровення про те, що Джорджі є імператоркою, тяжіє над нею, змушуючи Майкл відчувати, що ситуація є відплатою за її зраду своїй Джорджі. Лорка відмовляється вклонитися Джорджі і потрапляє в агонізатор. Імператорка підозрює Бернем в обмані, і, тримаючи ніж на шиї, запитує, чому вона прийшла сюди, показуючи, що їй відомо — вона замовила вбити її і зайняти трон з Лоркою. Бернем шокована цим викриттям зради свого дзеркального колеги. Коли вона називає імператорку «Філіппою», та обурюється, оскільки Дзеркальна Майкл зазвичай називає її «матір'ю». Пізніше Бернем перед смертю розкриває, що вона з іншого всесвіту, використовуючи знаки відмінності Філіппи як доказ. Імператорка погоджується укласти угоду з Бернем щодо обміну технологією спорового двигуна в обмін на її свободу повернутися додому. Пізніше Бернем дізнається більше про історію свого дзеркального колеги. У цьому Всесвіті завдяки верховенству Теранців замість того, щоб Сарек і Аманда виховували Майкла після вбивства її батьків, це зробила імператорка Філіппа Джорджі. Однак пошуки Дзеркальної Бернем, щоб вистежити Лорку, здаються хитрістю, оскільки вона змовилася проти власної прийомної матері, щоб вбити її і зайняти трон разом з Лоркою, якого колись Дзеркальна Бернем вважала батьком, поки вона не виросла і їх відносини стали романтичними. Джорджі розповідає Бернем про Лорку, що планує перетнути час і простір, аби прийняти те, що йому по праву належить, і Бернем об'єднує фрагменти разом з чутливістю Джорджі до світла (єдина біологічна відмінність між землянами та теранцями) та приходить дов исновку, що Лорка з дзеркального Всесвіту, і їх перетин не був випадковістю.
У «Все, що було, не повернути» Бернем розробляє план доставки Джорджі до Лорки так само, як вона планувала. Бернем каже Лорці — вона буде залишатися в обмін на безпечний прохід «Discovery». Але це виверт, так як Джорджі і Бернем починають нападати і вбивати людей Лорки. Зрештою, Бернем отримує перевагу над Лоркою за допомогою фазера, кажучи йому, що вони допомогли б Лорці повернутися додому. Натомість імператорка вбиває Лорку. Потім вона дозволяє Бернем повернутися додому, а її правління як імператорки пішло, враховуючи повстання Лорки, і убивство людей Лорки. Однак Бернем рятує Джорджі в останню хвилину, тримаючись за неї, і переносячи до першого Всесвіту.
У « Війні ззовні і всередині» «Дискавері» стрибає на 9 місяців вперед у 2257 році, коли Федерація зазнає значних втрат у війні з клінгонами. Бернем розповідає адміралці Корнвелл і Сареку про прибуття їх гостя, імператорки Джорджі. Бернем просить Корнвелл надати імператорці Джорджі політичний притулок, відчуваючи до неї співчуття, незважаючи на те, що вона не є її Джорджі. Пізніше Тіллі переконує Бернем протистояти Ешу, який зараз повністю одужав з подвійними спогадами, відчуваючи глибоке розкаяння у вчинках Вока. Сарек каже їй не шкодувати про те, що когось любить, заохочуючи її йти далі. Зрештою, Бернем припиняє їхні стосунки. Еш благає її, кажучи, що без неї не проживе, але Бернем пояснює, що вона була загублена після битви біля Подвійної зірки, а необхідність повертати життя — це кара і самотність.
У фіналі першого сезону «Чи візьмеш ти мене за руку?», імператорка Джорджі виступає як прем'єр -міністрерка Джорджі, зарахована Зоряним флотом для припинення війни, проте вона вважає за потрібне зробити це в обмін на її свободу. Бернем, Тіллі та Тайлер супроводжують її до Кроноса. Зрештою, Бернем змушена припинити напад Джорджі на домашню планету клінгонів — бо стався би геноцид, обурена діями Корнвелл та Зоряного флоту за те, що вони дозволили цей акт. Бернем маніпулює Джорджі, щоб передати їй вибуховий пристрій, кажучи — якщо вона цього не зробить, їй доведеться знову дивитися, як її дочка помирає. Джорджі неохоче погоджується і надає їй свободу. Бернем пропонує Л'Реллу мирний договір, щоб скасувати заплановане вторгнення клінгонів на Землю в обмін на пристрій — як знак миру і дипломатії, щоб покінчити з війною. Еш заспокоює небажану Л'Релл прийняти після інциденту Бернем. Дія дипломатії у завершенні війни закінчується перемогою, і багато з екіпажу «Дискавері» нагороджені Зоряним Флотом медалями Пошани за героїчні дії. Бернем повністю відновлено на посаді капітана Зоряного флоту, її зазнами стерті, вона помилувана президентом Федерації, і Майкл стає головним науковим співробітником «Discovery». Бернем і Тайлер вирішують піти своїми шляхами, Еш планує знайти союз між людьми і клінгонами із Л'Релл і Бернхем на борту «Discovery». На своєму шляху до Вулкана, щоб забрати нового капітана «Discovery», вони отримують передачу від сигнал Крістофер Пайк з корабля «USS Ентерпрайз (NCC-1701)».

## Другий сезон
В «Браті» Командор Майкл Бернем бачить Червоного Ангела, перебуваючи на астероїді, а згодом відвідує пошкоджений «Ентерпрайз», щоб дослідити приміщення її прийомного брата Спока, який раніше взяв відпустку для особистого розслідування. Бернем виявляє, що йому ввижалися кошмари із семи сигналів.
На Новому Едемі Бернем сперечається з Пайком щодо кошмарів і особистої відпустки Спока та дізнається — Спок передав себе в психіатричну установу і попросив Зоряний флот не повідомляти його родину. «Дискавері» виявляє ще один із сигналів і використовує споровий привід, щоб миттєво подорожувати до планети Терралізіум з раніше невідомою людською колонією. Циклічна передача свідчить про те, що населення покинуло Землю під час третьої світової війни. Пайк і Бернем виводять команду дослідників на поверхню планети і знаходять первісне суспільство з релігією, що поєднує в собі різні людські віри. Повернувшись на «Дискавері», Пайк переглядає кадри з камери шолома, виявленої на планеті, бачачи, що Червоний Ангел забрав населення із Землі — як в баченні Бернем.
Біля Точки світла Бернем зізнається, що емоційно поранила Спока, коли він був молодим — щоб захистити його від логіки екстремістів Вулкана. Бернем та інженер Пол Стамец використовують темну речовину для виведення паразита з Тіллі, що спричинило її галюцинацію.
В «Оболі для Харона» Сару просить Бернем допомогти підготуватися до смерті, вилучивши ганглії загрози, які відчувають небезпеку. Однак ганглії випадають самі і залишають Сару живим та здоровим.
У «Святих недосконалостях» Стамец і Бернем приходять до висновку, що Тіллі потрапила в міцеліальну мережу. «Дискавері» проводить напівстрибок у міцеліальну мережу, щоб надати Стамецу та Бернем обмежений час, аби знайти Тіллі, перш ніж мережа поглине корабель. Бернем і Стамец виявляють, що «монстром» є людина Сметс, Г'ю Калбер — колишній медпрацівник «Дискавері», якого Тайлер вбив під час війни. Стамец був підключений до мережі, коли Калбер помер, дозволивши спорі відтворити його енергію. Тепер Бернем переконує Мей використати кокон-паразит на «Дискавері», через який Тіллі транспортували в мережу, щоб відбудувати тіло Калбера в нормальному просторі.
При звуках грому Майкл повідомляє — ба'улу 20 років тому винайшли варп-двигун. Сару додає — повідомлення, згідно із яким корабель «Архімед» вийшов на контакт із керівництвом Камінару, відіслав він. Сару викрав технологію ба'улу, і це повідомлення отримала тоді ще лейтенантка «Архімеда» Джорджі. Пайк керівником експедиційної групи призначає Майкл; Сару жорстко і з погрозами сперечається із капітаном. Майкл знаходить лазівку, як ввести Сару до десантної групи. Бернем і Сару десантуються на поверхні Камінару — біля «Всевидячого ока» ба'улу його поселення. Майкл вирішує дещо з'ясувати на Вулкані.
В світлі й тінях Бернем відвідує Вулкан, коли продовжує шукати Спока. Зіткнувшись з Грайсон, Бернем дізнається, що вона приховувала Спока, який переживає психологічний розлад, повторюючи фрази та серію цифр. Його батько Сарек доручає Бернем довіритися Зоряному флоту і вести Спока до відділу 31, щоб полікувати його розум. Лікарі відділу 31 стверджують, що можуть йому допомогти. Але Джорджі попереджає Аманду — Спок не переживе екстрактор пам'яті, який відділ 31 планує використовувати на ньому. Джорджі допомагає Бернем організувати атаку. Бернем і Спок утікають з корабля.
У «Якщо працює пам'ять» Бернем і Спок таємно їдуть до Талоса-IV, де талосіанці зцілюють розум Спока в обмін на спогади Бернем про емоційні рубці Спока. Спок стверджує, що він поєднався з Червоним Ангелом, мандрівником у часі, який намагається запобігти галактичній катастрофі в майбутньому. «Дискавері» забирає Спока і Бернем після того, як талосіанці допомагають Віні зв'язатися з Пайком, телепатично проєктуючи ілюзії Спока і Бернем для відділу 31, щоб використати їх як відволікання. Рятуючись, «Дискавері» та його екіпаж стають втікачами від Зоряного флоту.
В Проєкті «Дедал» Сару виявляє, що відділ 31 сфальсифікував кадри з використанням голограм, а Корнвелл спрямовує «Дискавері» до штабу 31 відділу, де зберігається штучний інтелект Зоряного флоту. За підробкою стоїть контрольна група, яка керувала відділом 31 при переслідуванні Спока. Бернем, співробітник служби безпеки Нан та Айріам потрапляють до штабу. Там вони знаходять персонал, включаючи керівництво відділу 31, мертвими — після того, як штучний інтелект відключив системи життєзабезпечення.
В «Червоному ангелі» під час підготовки до похорону Айріам її система очищається від вірусу «Контроль» разом із усіма іншими системами управління навколо Зоряного флоту. Роблячи це, Тіллі виявляє біонейронне сканування Червоного Ангела в коді Айріам, яке відповідає Бернем. Леланд показує, що відділ 31 створив костюм для подорожей у часі «Червоний ангел» двадцять років тому в гонці озброєнь з клінгонами і що батьки Бернем брали участь у цій програмі (з необережністю Леланда, що призвела до їх смерті). Зараз вони планують використовувати Бернем як приманку для Червоного Ангела. «Дискавері» подорожує до Ессоф-IV, де є достатньо енергії для живлення їхньої пастки. Бернем залишається в непроникній для атмосфери планеті, поки не з'явиться Червоний Ангел. Корабель відділу 31 Леланд може закрити кротовину позаду Червоного Ангела, щоб зупинити подальший контроль за нею, хоча Леланд зазнає нападу нинішнього «Контролю», яке все ще активний на кораблі. Червоний Ангел потрапляє в пастку і оживляє на мить мертву Бернем, яка визнає фігуру своєю матір'ю
У нескінченній вічності коли роки тому лабораторія Бернем була атакована клінгонами, мати Майкл одягла костюм для подорожей у часі, щоб повернутися в минуле у певну годину і попередити їх про напад. Натомість вона прибула через 950 років — щоб побачити, що все розумне життя знищене «Контролем». Майкл заручившись підтримкою Спока намагається порозмовляти з матір'ю. Тайлер відмовляється виконати небезпечний наказ і Ліланд вирішує зробити задумане сам. У Майкл відбувається неприємна розмова із матір'ю — вона сотню разів бачила як Майкл вмирала і зараз її турбує лише знищення архіву Сфери. Габріель Бернем признається Майкл — вона спостерігала усі моменти її життя — але не могла вийти на контакт.
Мандруючи Долиною смертоносних тіней Бернем і Спок досліджують корабель відділу 31, який зареєструвався на десять хвилин пізніше, ніж зазвичай, і знаходять весь екіпаж мертвим. За винятком одного — Камрана Ганта, старого колеги Бернем, який був одержимий «Контролем» та спробував взяти на себе з допомогою Бернем контроль над «Дискавері». Незабаром прибуває флот відділу 31, що змушує Пайка наказати знищити «Дискавері», щоб тримати дані Сфери подалі від контролю.
В Такій солодкій печалі-1 Бернем пропонує використати кристал часу для перенесення самого «Дискавері» в майбутнє, де «Контроль» не може дістатися до нього, плануючи надіти копію костюму матері, щоб повести туди корабель. Пайк погоджується і полишає керувати команду «Ентерпрайзу», щоб не відволікати контроль. Деякі з екіпажу «Дискавері» вирішили залишитися з Бернем, як і Джорджі, тоді як Пайк робить Сару виконуючим обов'язки капітана. Коли прибуває флот відділу 31, «Дискавері» та «Ентерпрайз» готуються до бою, поки костюм та часовий кристал допрацьовуються.
В Такій солодкій печалі-2 У костюмі Бернем подорожує в минуле і задає п'ять сигналів, що привели їх до цього моменту. Потім вона встановлює шостий для «Дискавері», який Бернем слідкуватиме, коли вона подорожуватиме в майбутнє на 900 років, і обіцяє встановити сьомий, коли вони прибудуть.

## Третій сезон
У «Ця надія — це ти, частина 1» після подорожі в майбутнє для захисту чутливої інформації від Контролю, штучного інтелекту, який має намір знищити все живе, Майкл Бернем прибуває в 3188 рік і дізнається, що її намагання були успішними — життя існує в цьому майбутньому. Бернем врізається у корабель Клівленла «Букра» Бука, кур'єра, що перевозить вкрадені вантажі. Бук пояснює, що під час події під назвою «Спал» більша частина дилітію галактики вибухнула, знищивши багато зоряних кораблів, в тому числі більшість Зоряного флоту. Бернем допомагає Букеру захистити свій вантаж — трансхробака, виду якого загрожує зникнення. Бук везе трансхробака до Святилища. В обмін за допомогу, Бук веде Майкл на, здавалося б, покинуту космічну станцію Федерації — де вони виявляють Адітію Сагіла, «зв'язкового федерації», який чекає в надії, що одного разу офіцер Зоряного Флоту прийде на станцію. Бернем дає йому доручення — виконувати обов'язки начальника зв'язку. Сагіл не може знайти місцезнаходження «USS Discovery», який подорожував у майбутнє разом з Бернем.
В «Далеко від дому» внаслідок кораблетрощі «USS Discovery» опиняється на планеті-льодовику. Корабель пошкоджено, а члени екіпажу поранені Аж поки не прибуває Бернем і звільняє їх з кораблем Букера.
В «Людях Землі» оскільки Сагіл не в змозі знайти «Дискавері» у 3188 році, Бернем стає кур'єром і працює з Букером, шукаючи підказки щодо долі Федерації. Вона знаходить передачу від адмірала Сенни Тала на Землі, але не може потрапити туди з обмеженою кількістю дилітію. Через рік «Discovery» прибуває в майбутнє, і Бернем знаходить їх. Вони піддаються нападу дилітієвих піратів, які Об'єднані сили оборони Землі намагаються знищити, поки Бернем і Бук не обхитрюють нападаючих, захопивши їх лідера Вена. Під час переговорів між Веном та капітаном Ндойє сторони розуміють, що можуть допомогти один одному та запобігти подальшим боям.
В «Незабудці» Адіра не може згадати, як вона стала носієм симбіонта Тала, та не спроможна отримати доступ до спогадів про попередніх господарів, зокрема й Сенну. Бернем проводить їх до рідного світу Трилів в надії, що вони можуть допомогти розблокувати їх спогади. Група Трилів намагається вбити її і відібрати симбіонта, але Бернем зупиняє їх, і дружній Трил, Опікун Сі, пропонує допомогти. У священних печерах Макала, Сі та Бернем допомагають Адірі зв'язатися з Талом і розблокувати їх спогади — коли Сенна помер, Тала перевели до Грея, хлопця Адіри.
В «Померти в зусиллях» використовуючи спогади Сенни, Адіра веде «Дискавері» до штабу Зоряного флоту. Головнокомандувач Зоряного флоту Чарльз Венс просить Бернем, Сару та Адіру направитись на базу. Венс інформує Сару та Бернем, що екіпаж буде допитаний та перепризначений під час вивчення їх корабля. Розуміючи, що Зоряний флот має справу з кризою охорони здоров'я, яку можливо вирішити за допомогою архіву на борту корабля USS «Тихов», Бернем отримує дозвіл від Венса забрати туди екіпаж «Дискавері» із споровим двигуном щоб отримати насіння. Вони знаходять екіпаж «Тихова» загиблим, за винятком чоловіка, який зазнав смертельної травми. «Дискавері» повертається до Зоряного Флоту з насінням, і синтезується протиотрута від неправильного згортання білків на рівні пріонів.
У «Стерв'ятниках» корабель Букера прибуває з повідомленням тритижневої давності про нове відкриття, яке він зробив — знайшов чорну скриньку корабля Зоряного флоту, який був знищений під час Спалу. Бернем вважає, що вона може використовувати цю чорну скриньку, аби відстежити походження Спалу, але Сару наказує їй залишатися на кораблі — про всяк випадок, якщо вони будуть потрібні Венсу. Бернем погоджується, але потім не виконує цього наказу, беручи Джорджі і корабель Бука, щоб дослідити самописець і Букера. На врятованій планеті Ханхал Джорджі грає роль покупця, який шукає рідкісні запчастини корабля, тоді як Бернем знаходить Бука. Вони інсценують бійку у в'язниці для охорони, яка працює на рятувальних майданчиках, це надає їм можливість їм втекти разом із Буком та чорною скринькою. Коли вони повертаються, Венс дорікає Бернем за невиконання наказів. Сару понижує Бернем з посади його першого офіцера.
В «Об'єднанні-3» після вивчення кілька чорних скриньок, Бернем вважає, що вона може знайти джерело Спалу за даними проекту «SB-19», можливої альтернатива бездилітієвих космічних польотів — розроблених об'єднаним Вулканом — вулканцями та ромуланцями на Ні'Варі (раніше планета звалася Вулкан). Вони вважають, що «SB-19» спричинив Спал, і не хочуть через це передавати дані Федерації. Венс вважає, що Бернем може переконати їх у зворотньому, оскільки її брат Спок розпочав процес об'єднання вулканів і ромуланців. На Ні'Варі Бернем звертається з вимогою провести Т'Кал-ін-кет, особливе вулканське випробування, призначене для перевірки її наукових претензій — в даному випадку щодо даних «SB-19». Майкл представляє її мати Габріель, яка раніше після стрибка в майбутнє приєдналася до ордену Коват-мілат, прихильників абсолютної щирості. Габріель змушує Бернем протистояти власним намірам і почуттю розгубленості щодо своєї долі, що призводить до того, що Майкл відмовляється від намагань казати не всю правду й виходить із суду. Вражена цим, президентка Ні'Вару Т'Ріна передає Бернем дані щодо «SB-19».
У Святилищі Букер отримує сигнал лиха від свого брата Кайгіма, який каже, що їхній рідній планеті Кведжан загрожує Смарагдовий ланцюг, синдикат андоріанців та оріонців на чолі з Осайрою. Бернем і Букер готуються до стрибка на Кведжан. Кайгім після прохолодної зустрічі пояснює Буку і Бернем, що Осайра хоче андоріанця Ріна, якого звільнили на Ханхалі.
На Земній тверді-1 оскільки Джорджі подорожувала часом і походить з іншого — дзеркального Всесвіту, її молекули віддалилися занадто далеко від свого походження, тому тепер вона, швидше за все, помре. На Данусі-V Джорджі та Бернем зустрічають дивну істоту на ім'я Карл, який направляє імператорку до дверей. Джорджі опиняється у Дзеркальному Всесвіті, коли вона була імператоркою Теранської імперії. Вона виявляє, що час, проведений на «Дискавері», змінив її, і імператорка використовує свої знання про інший часопростір, щоб змінити певні події, включаючи порятунок раба Сару та врятування життя підступної Майкл Бернем.
На Земній тверді-2 Джорджі сподівається очолити поліпшену Теранську Імперію з Бернем, і Майкл катували поки вона не пообіцяла вірності. Бернем і Джорджі разом працюють, щоб вполювати колишнього коханця Бернема Габріеля Лорку. Але це хитрість, і незабаром Бернем звертається до Джорджі. Після бійки імператорка вбиває Бернем, перш ніж померти на руках у переродженого келпійця. Джорджі прощається з Бернемо перед подорожжю через портал часу.
В епізоді «Су'Кал» «Дискавері» виявляє ознаки життя на зоряному кораблі у радіоактивній туманності Верубіан, і Сару припускає, що цей індивід може бути дитиною одного з вчених зоряного корабля що зазнав аварії. Експедиційна група здійснює стрибок туди, щоб дослідити, і знаходить всередині туманності планету, яка помережана вкрапленнями дилітію. Сару, Бернем і Калбер транспортуються на планету, залишаючи Тіллі командувати «Дискавері». На планеті експедиційна команда опиняється у складному голографічному моделюванні, розробленому вченими для виховання та захисту дитини. Вони знаходять цю дитину — Су'Кала, і виявляють, що він народився з біологічними адаптаціями, пристосованими до планети та радіоактивної туманністі, тоді як команда порятунку страждає від радіаційного отруєння. Прилітає корабель Смарагдового ланцюга під командуванням Осайри. Бук летить у туманність, щоб забрати експедиційну команду. Він транспортує Бернем, але решта залишаються з Су'Калом.
В «Припливі» Осайра видає «Дискавері» за атакований із заблокованими комунікаціями, і Венс вирішує пропустити корабель через щити Федерації. Бернем і Букер використовують небезпечну кур'єрську мережу, щоб вчасно дістатися до штаб-квартири Федерації, аби знищити небезпеу, перш ніж щити закриються. Осайра відправляє Зареха розслідувати, і він захоплює Бука, тоді як Бернем рятується втечею. Екіпаж містка рятується за допомогою Бука і Ріна, які знову потрапляють у полон. Бернем звільняє Стамеца і викидає його з корабля в капсульованому просторі, щоб запобігти його захопленню — незважаючи на бажання негайно врятувати Калбера, Адіру та Сару.
В «Ця надія — це ти, частина 2» Тіллі та екіпаж можуть за допомогою даних Сфери закласти бомбу в одну із гондол судна, викинувши «Дискавері» із варпу. Бернем пробирається до ядра даних корабля, у важкому бою — мало не перетворившись на частину обладнання — вбиває Осайру та скидає налаштування комп'ютерних систем. Майкл знову вмикає систему підтримки життя і випускає з корабля всіх винищувачів Смарагдового ланцюга. Сару вирішує допомогти Су'Калу почати нове життя на Камінарі, і Бернем отримує підвищення до посади капітана.

## Сприйняття

### Перший сезон
Пишучи для «E!», Кріс Гарнік переглянув перші два епізоди «Discovery» — «Вулканський привіт» та «Битва у бінарних зірок» — і вважав виступ Мартін-Грін найсильнішим елементом серіалу. Він високо оцінив її дії як людини, котра виросла у вулканському світі, зазначивши: "Емоційний конфлікт між двома ідеологіями у Майкл Бернем, мабуть, найцікавіша частина серії, і представляє захоплююче вікно у світ «Зоряних шляхів: Дискавері». Сценарист для епізоду «Контекст для королів», Меллорі Ортберг з «New York Magazine» згадує про Мартін-Грін як про «видатну», з якою «дається багато більше працювати, і вона, у свою чергу, захоплює, чарівна (я не знав, що хочу побачити, як вона шкрябається через череду труб Джеффріса, декламуючи „Алісу в Країні чудес“ для себе, поки це не сталося), і сердечно заворожує».
Хаїм Гартенберг для «The Verge» високо оцінив унікальність Бернем в порівнянні з попередніми героями "Trek"и: «(Вона) не схожа на жодного героя, якого ми бачили в „Зоряних шляхах“ досі, і не тільки тому, що вона не керує зоряним кораблем або космічною станцією. Вона набагато більш помітного людського характеру, ніж будь-який з попередніх капітанів. З якоюсь серйозною травмою від нападу клінгонів в юності, що примусило її мати схильність ненавидіти гонки вояків. І в той час як „Star Trek“ має тяглість „головних героїв з криниці демонів“ в минулому — особливо із Сіско в „Глибокому космосі-9 і Пікаром, коли йдеться про Борґа, Бернем відчуває себе набагато більш переконливою за те, що в інших аспектах не є бездоганною людиною, як це були її попередники-герої серіалів“.
„TV Guide“ включив „Дискавері“ з Мартін-Грін до рейтингу „25 найкращих телевізійних серіалів 2017 року“, який зайняв 14 місце. У статті підкреслювалося: „Мартін-Грін показала таку виставу, яка висвітлюється щомиті, коли вона виходить на екран. Ось як зірки народжуються“». Оглядач «CultureFly» Девід Бедвелл включив Бернем в своій список «11 кращих телевізійних характерів 2017 року» кажучи: «З їх першим коли або чорною жіночою роллю і характером який ледь не пуританський, Сонеква Мартін-Грін отримує багато солодощів на свою адресу».
«Вараєті» додав Мартін-Грін до списку найкращих зірок телепрограм 2017 року — у ролі Бернем. Джо Оттерсон зазначив: «Незважаючи на багато негативних новин, які з'явилися перед прем'єрою „Discovery“ (включаючи багаторазові затримки дати прем'єри), Мартін-Грін спритно прийняла виклик очолити нову частину знакової науково-фантастичної франшизи. Її зображення засудженої заколотниці „Зоряного флоту“ Майкл Бернем зробило нове шоу справді гідним підняти келих».
Мартін-Грін була обрана виконавцем тижня «TVLine» для епізоду «Вовк всередині», оскільки вона «передала результат шоку всередині себе. Її очі сльозилися, коли Бернем була змушена навести фазер на чоловіка — якого, вона думала, що любить». Також було зазначено: «Настільки ж майстерна у великих сценах бойовиків і тихих моментах персонажів, Мартін-Грін була клеєм, який тримав усе це разом в „Зоряному шляху: Дискавері“ весь сезон — і всі ці тижні пригнічених емоцій лише зробили чудову демонстрацію цього телетижня. Я сподіваюся, що Бернем житиме довго… і процвітатиме».
Переглядаючи весь сезон, Марісса Мартінеллі з «Slate» спостерегла, що Мартін-Грін врятувала «Дискавері» від «загублення в лабіринті сюжетних поворотів… Як людину, вирощену вулканамцями, було б легко зробити Бернем ще одним Споком. Або Дейтою, і її людяність була б похована під шарами та шарами логіки. Натомість Мартін-Грін грає з її запеклою харизмою та теплом, роблячи Бернем не лише компасом у пустелі, а й світлом у темряві». Хоча рецензент також відчула, що сюжетна лінія Бернем загорнута «занадто акуратно».
Деякі критики негативно відреагували на сюжетну лінію Бернем. Енді Вандервелл для «Wired» висловив розчарування у завершенні сюжетної лінії першого сезону Бернем: «Я бачу, що вони намагалися зробити з фіналом, завершивши подорож Майкл Бернем від заколотника до рятівника Федерації, як у прямому, так і в переносному сенсі. Але виконання було настільки незграбним та неприроднім, що просто підірвало всю емоційну вагу її історії». Зак Гендлен для «The A.V. Club» прокоментував: «Я можу побачити, як змінилася Бернем (поїздка у Дзеркальний всесвіт навчила її наслідків жорстокого мислення), але серіалу зробило таку жахливу роботу щодо встановлення характеру та мотивації Зоряного флоту і Федерації. Що раптове рішення вчинити вбивство настільки масового, безпрецедентного масштабу одночасно є шокуючим і абсолютно невмотивованим».
Ліз Шеннон Міллер для «IndieWire» та Джеймс Люксфорд для «Metro» оцінили висновки лінії сюжету Бернем. Міллер писав: «Тривала промова Бернем перед радою, яка винагороджувала її та колег-членів екіпажу заслуженими відзнаками, мала багато видатних моментів. Але є щось цікаве у її виборі посилатися на офіційний титул Вока в Клінгонській імперії, що говорить про те, як обидві цивілізації зараз борються за те, щоб зайняти своє місце у світі», а Люксфорд прокоментував: «Чудово бачити, як Бернем викупилася». Скотт Коллура для «IGN» зазначив: «Існує приємна симетрія у подорожах Бернем та Вока/Тайлера між пілотним епізодом та цим фіналом, при цьому Майкл знову влаштовує своєрідний заколот. Але цього разу робить з усіх правильних причин та за підтримки своїх друзів».
У 2017 році «Screen Rant» визнав Майкл Бернем шостою найпривабливішою поставою у всесвіті «Зоряних шляхів», між Ворфом і Споком.
У 2019 році «Cinema Blend» визнав Майкл Бернем сьомим кращим персонажем Зоряного флоту всіх часів.

### Другий сезон
«startrek.com» відзначав: «Майкл Бернем помирилася з її батьком Сареком, а також із собою. Вона повернула хорошу репутацію в Зоряному флоті і дивиться в яскраве майбутнє. Однак її роман з Ешем Тайлером, здавалося, якщо не приречений, то принаймні призупинений. Історія походження Бернем настільки ж складна, як і можна було б очікувати від науково-фантастичної задири. Клінгонські солдати нападають на її будинок, залишаючи сиротою. Потім вона виховується ізольовано від людства на Вулкані, нашому улюбленому суспільстві „приховуй, не відчувай“ у поемі „Trek“. Вона виростає і виділяється спочатку як гострий і цілеспрямований офіцер, а потім як перший бунтівник Зоряного флоту. Протягом перших двох сезонів вона страждає від сімейних чвар, професійної зради та надзвичайно токсичного кохання з агресивно красивим сплячим агентом-клінгоном».
Майк Блум для «Голлівуд-репортер» писав: «Фінал дозволяє екіпажу „Ентерпрайза“ вирушити до власних пригод, а командир Бернем веде „Дискавері“ в абсолютно новий час і місце дії. Набагато далі в майбутнє, ніж будь-яка попередня історія „Зоряного шляху“, хоча це того варте. Було так багато дискусій про те, як зв'язати вільні кінці з каноном. Ми впевнені, що повторення сигналів Червоного ангела і розкриття того, що їх надіслала Бернем, буде особливо задовільним. Особливо, коли вони йдуть повним колом на прем'єру, де Майкл бачить Червоного ангела, і виявляється, що вона весь час дивилася на себе. Це той тип історії, як про подорожі в часі створюють найкраще — якщо ви правильно розберете математику. Цей фінал був сумою місяців роботи між написанням і концептуалізацією його виробництва. Це найбільше, що ми коли-небудь робили. Ми всі відчували, що були настільки схвильовані тим, що робимо, що кожен день викладалися на 100 відсотків. Це було справді задоволення».
Ян Джонстон для «Quora» писав: «Відповідь виробництва полягає в тому, що їм потрібно було знайти спосіб зробити так, щоб „Дискавері“ більше ніколи не використовувався. І щоб вони могли пояснити, чому прийомна сестра Спока ніколи не згадувалася або з'являлася в будь-якому іншому матеріалі „Star Trek“. Канонічна відповідь випливає з того, що Контоль було знищено в цей час. „Контроль майбутнього“ все ще існував, і поки він знав, де знаходиться „Дискавері“, він продовжував запускати його назад, знову загрожуючи цілій галактиці. Тому, переносячи знання Сфери в майбутнє, Майкл не дає Контролю коли-небудь мати причину повертатися назад і загрожувати минулому».
О вгляді для «Radio Times» пишеться: «У останніх кількох епізодах повідомляється, що „Discovery“ потрібно знищити, аби сфера даних була подалі від Контролю. Але коли Контроль зупиняє детонацію, формується інший план (так, ще один). Використовуючи костюм своєї матері та нещодавно знайдений кристал часу, Бернем полетить на сотні років у майбутнє, забравши „Дискавері“ із собою, де він буде далеко від впливу Контролю. Однак вона опиниться на мілині, залишивши все, що знає. Оскільки навколо них триває запекла битва між другом і ворогом, екіпаж „Дискавері“ вирішує супроводжувати Бернем в її подорожі у майбутнє. А після того, як вони вилетять через кротовину, їхній вихід офіційно зафіксовано як знищення „Дискавері“ зі Споком. І інші офіцери Зоряного флоту погоджуються приховувати правду. Від'їжджаючи, Бернем дає початкові сигнали, які розпочали сюжетну лінію другого сезону, відсилаючи їх назад у часи, коли вона відправляється в далеке майбутнє зі своїми друзями — саме тут ми знову підхопимося в новому сезоні».

### Третій сезон
«startrek.com» писав так: «У третьому сезоні можна було б використати всі елементи минулого сюжету, щоб створити екзоскелет на зразок стандартної гидоти, яку ми зв'язали б з сильними жіночими персонажами у художній літературі. Натомість це дає Бернем дозвіл на емоції іще легше, ніж в останні два сезони. Це надає ваги її жертви наприкінці 2 сезону дійсно проявлятися в тому, як вона часто проливає сльози. Коли вона пригнічена, у лютості її переконань, навіть коли вони суперечать волі Зоряного флоту та капітана Сару. І як вона веде й любить свою недосконалу знайдену сім'ю на борту „Дискавері“. Навіть коли в „Unification III“ вона намагається діяти спокійно та непохитно, возз'єднання з її матір'ю відриває всю її самоконцентрацію. Сильний жіночий характер й змушує її „прийти до Зоряного флоту“ в кімнаті, повній людей. Застарілий трюк для сильних жіночих персонажів полягає в тому, що для їх міцнішання, вони повинні стояти на самоті. Бернем можна було б „наділити“ понад потребу в будь-якій романтичній близькості. Зрештою, безперечно, є деякі шоуранери, які вважають — лише наявність романтичних стосунків зменшує життєздатність жіночого персонажа як героїчної фігури. Майкл, яка завжди приносить жертви та зазнає травм, могла легко піти цим похмурим шляхом. На щастя, творча команда „Star Trek: Discovery“ вирішила піти новішим шляхом зі своїм головним героєм. Входить Клівленд „Бук“ Букер, лихий, але охоронюваний кур'єр Кведжана, який виконує праведну місію екологічної справедливості. Їхня перша зустріч — це суперечливе протистояння, яке призводить до короткої зради Бука і закінчується погонею в стилі Буча і Санденса на безплідній планеті. Це те, що охоплює серію „будуть-вони-не будуть-вони?“ складаються з ситуацій. Натомість Бук і Бернем вступають у взаємоповажні стосунки з високим рівнем адреналіну, де він, імовірно, був її провідником у 32 столітті. І, у свою чергу, її лідерство надихає його розширити сферу своєї місії, співпрацюючи з нею та Зоряним флотом. Жіночі персонажі часто служать декораторами або роздавачами емоційних ударів у подорожі чоловіка. Але на „Discovery“, навіть коли в попередніх сезонах Бернем боролася зі своїми чоловіками-начальниками, такими як капітани Лорка і Пайк, або з її більшим за життя прийомним батьком Сареком чи молодшим братом (чий мета-статус як ікони міг легко затьмарити її характер), вона ніколи не відчувала себе децентралізованою в оповіді. Бернем бореться зі своїм місцем у Зоряному флоті, кидає виклик щоб стати кращою і звільняє простір для кохання у своєму житті, розширює цей напрям. Майкл Бернем — агент змін. Вона бачить шлях вперед, навіть коли дорога туманна. Незважаючи на її ранні спотикання або, можливо, через її спотикання, вона саме така, якою має бути, щоб зайняти капітанське крісло у фіналі третього сезону (шлях, який поміщає її в чудову компанію). Очевидно, що її боротьба навряд чи закінчиться лише тому, що у Майкл є робота мрії, хлопець і квартири, прикрашені здобиччю від їхніх спільних пригод. Але оскільки титри з'являються на „Надія — це ти, частина 2“, життя Майкл Бернем більше не виглядає як суцільна нота страждань і втрат. Це звучить як симфонія низьких і високих нот, з різним темпом і мелодією, яку може зіграти людське серце. Незважаючи на часті небезпеки та унікальні виклики, з якими вона має справу, Майкл Бернем наприкінці 3 сезону „Discovery“ нарешті опинилася в комфортному становищі».
Лейсі Богер для «Den of Geek» зазначено так: «3 сезон так чи інакше закінчився моментом, який здавався цілком очікуваним: підвищенням Майкл Бернем до капітанського крісла „Discovery“. Щоб було зрозуміло, це не погано. Як капітан „Дискавері“, Бернем творить історію — вона офіційно перша чорношкіра жінка, яка займала посаду капітана в серіалі „Зоряний шлях“. (Згадайте Керол Фріман, капітанку „USS Cerritos“ в анімаційному фільмі „Зоряний шлях: Нижні палуби“.) Саме такого уявлення потрібно більше, коли ми конкретизуємо, як виглядає бачення Джина Родденберрі щодо кращого людства. (І працюйте над тим, щоб не було більше перших персонажів, яких потрібно було б визнати, тому що наші ЗМІ наздогнали цей ідеал.) „Зоряний шлях“ покращується завдяки різноманітним персонажам та розповіді про найрізноманітніших людей (і інопланетних видів, де це можливо), які з подивом дивляться на зірки та сміливо йдуть вперед. Наша поп-культура в цілому робиться цікавішою та яскравішою завдяки ширшому розмаїттю персонажів, які займають здорові владні позиції, і досліджуючи вибір й напруженість у цих життях. Це хороші речі, і вболівальники мають право бачити та підтримувати їх. Але, незважаючи на ці істини, після подій 3 сезону вже не зрозуміло, чи стане капітанське крісло правильним кроком для Майкл як персонажа, чи для більшої розповіді про „Discovery“, яка буде розвиватися далі. Підвищення Бернем дійсно має певну атмосферу неминучості. І, здебільшого, Майкл заслужила її перемогу завдяки тому, що вона співчутливий лідер. Звісно, вона має щось на кшталт барвистої професійної історії — з заколотом, непокорою, різним ступенем легковажності та загальним нехтуванням правилами. Але не схоже, що це щось нове у цьому всесвіті, і ми, звичайно, бачили (зазвичай білих) чоловіків-офіцерів Зоряного флоту. Проблема в тому, що велика частина 3-го сезону, здавалося, розповідала зовсім іншу історію, яка не просто запитувала, яким лідером хотів би стати Майкл, а й визнавала напруженість між ідентичністю, яку вона залишила в 2259 році, і людиною, якою вона стає. Ця підводна течія додала деяку інтригуючу напругу до багатьох ранніх епізодів сезону, оскільки Майкл виявляє, що на певному рівні їй подобається жити без інституційних огорож і щоденних правил життя офіцера на зоряному кораблі.»
Білл Десовіц для «IndieWire» зазначав: "Командам з гриму та зачіски було надано більше творчої свободи завдяки змінюваним зовнішнім виглядам персонажів, особливо загону гримування Майкл Бернем, який став більш крутою як воїн у єгипетському стилі та ще більше гламурною із косами. Їй надали погляд, майже як у єгиптян, і дуже темні, сильні губи. Це так далеко за межами того, що ми бачимо від Майкл Бернем, а все інше залишилося на Сонекву. Гримувальники взяли посилання з різних речей (включаючи Клеопатру) і разом прийшли до цього погляду. Для натхнення Ллевеллін спостерігав роботу візажистки Денесси Мірікс з її темним гламурним стилем із димчастими очима і вже мав темно-фіолетовий баклажановий колір для губ Бернем. «Я хотів, щоб ці вражаючі губи були майже першими, що ви побачите». Для зачіски Бернем у Дзеркальному Всесвіті Рід вибрала більш сувору, структуровану версію її короткої військової стрижки. «Це відображає порочне альтер-его», — сказав він. Але, маючи справу з плином часу для Бернем і такою довгою віддаленістю від екіпажу, сценарний монтаж дозволив йому також показати різну довжину. Однак постало питання: куди приземлитися з її зачіскою в кінці сезону? Завдяки наполегливості співведучого шоу Алекса Курцмана, Бернем вийшла з більш розкутим виглядом із косою. «Звісно, Сонеква зіграла велику роль, але Алекс наполягав на косах» — додав Рід. «Коли вона запропонувала довге кучеряве волосся, Алекс сказав: „А як щодо коси?“ Коли вона запитала, чи можна це зробити іншим способом, Алекс повернувся зі словами: „А як щодо коси?“ Вона не пручалася, просто запропонувала інші варіанти свого натурального волосся. Але, побачивши її на червоній доріжці із заплетеним волоссям, Алекс уявиви майбутню Майкл Бернем. Коли ми з Сонеквою прочитали сценарій, то погодилися, що це правильний вигляд. Це просто показує кардинальну різницю в лінії її характеру».

### Четвертий сезон
Джон Оркіола для «Screen Rant» зазначав так: «„Зоряний шлях: Дискавері“ має дивну звичку не звертати увагу на те, хто був капітаном корабля у перших трьох сезонах. Серіал почалося з „дискотеки“, керованої капітаном Габріелем Лоркою, якого зрештою викрили як зловісного самозванця з Дзеркального Всесвіту. Віце-адмірал Кетрін Корнвелл ненадовго сиділа в кріслі капітана „Discovery“, а командор Сару також виконував обов'язки капітана. Капітан Крістофер Пайк командував „Дискавері“ у 2-му сезоні, а Сару отримав звання повноправного капітана в 3-му сезоні. Але наприкінці 3 сезону Сару поступився головним постом Майкл Бернем, який нарешті стала капітаном. Дивна гра „Discovery“ про мюзикл „Капітанське крісло“ (яка, можливо, була натхненна тим, як у „USS Enterprise“ було три капітани до Джеймса Т. Кірка в фільмі „Зоряний шлях 2009“) нарешті покінчила з підвищенням Бернем. Творча команда „Зоряниого шляху: Дискавері“ заявила, що генеральний план серіалу завжди полягав у тому, щоб Майкл повністю виправилася своїх помилок у 1-му сезоні та зрештою стала капітаном свого корабля. До речі, Бернем забезпечила стабільність капітанського крісла „Discovery“. Капітан Бернем очолила „USS Discovery“, щоб подолати найстрашнішу загрозу для Об'єднаної федерації планет: аномалію чорної матерії (АЧМ), яка може знищити цілі планети, як-от Кведжан, батьківщину Клівленда Букера. Майкл також має честь бути першим капітаном Зоряного флоту, який увійшов в іншу галактику та встановив перший контакт з її мешканцями, Видом 10-C. Незважаючи на те, що Бернем прожила лише кілька років у 32-му столітті, вона стає найважливішим капітаном своєї епохи,. Оскільки вона та „Дискавері“ є головними командами Зоряного флоту, коли Федерації загрожує криза».